# Spilopelia chinensis
Spilopelia chinensis е вид птица от семейство Гълъбови (Columbidae).

## Разпространение
Видът е разпространен в Бангладеш, Бруней, Виетнам, Индия, Индонезия, Източен Тимор, Камбоджа, Китай, Лаос, Малайзия, Малдивите, Мианмар, Сингапур, Тайланд и Филипините.